# Taden
Taden is een gemeente in het Franse departement Côtes-d'Armor, in de regio Bretagne. De plaats maakt deel uit van het arrondissement Dinan. Taden telde op 1 januari 2022 2.599 inwoners.

## Geografie
De oppervlakte van Taden bedraagt 20,13 km², de bevolkingsdichtheid is 125 inwoners per km² (per 1 januari 2019).
De onderstaande kaart toont de ligging van Taden met de belangrijkste infrastructuur en aangrenzende gemeenten.

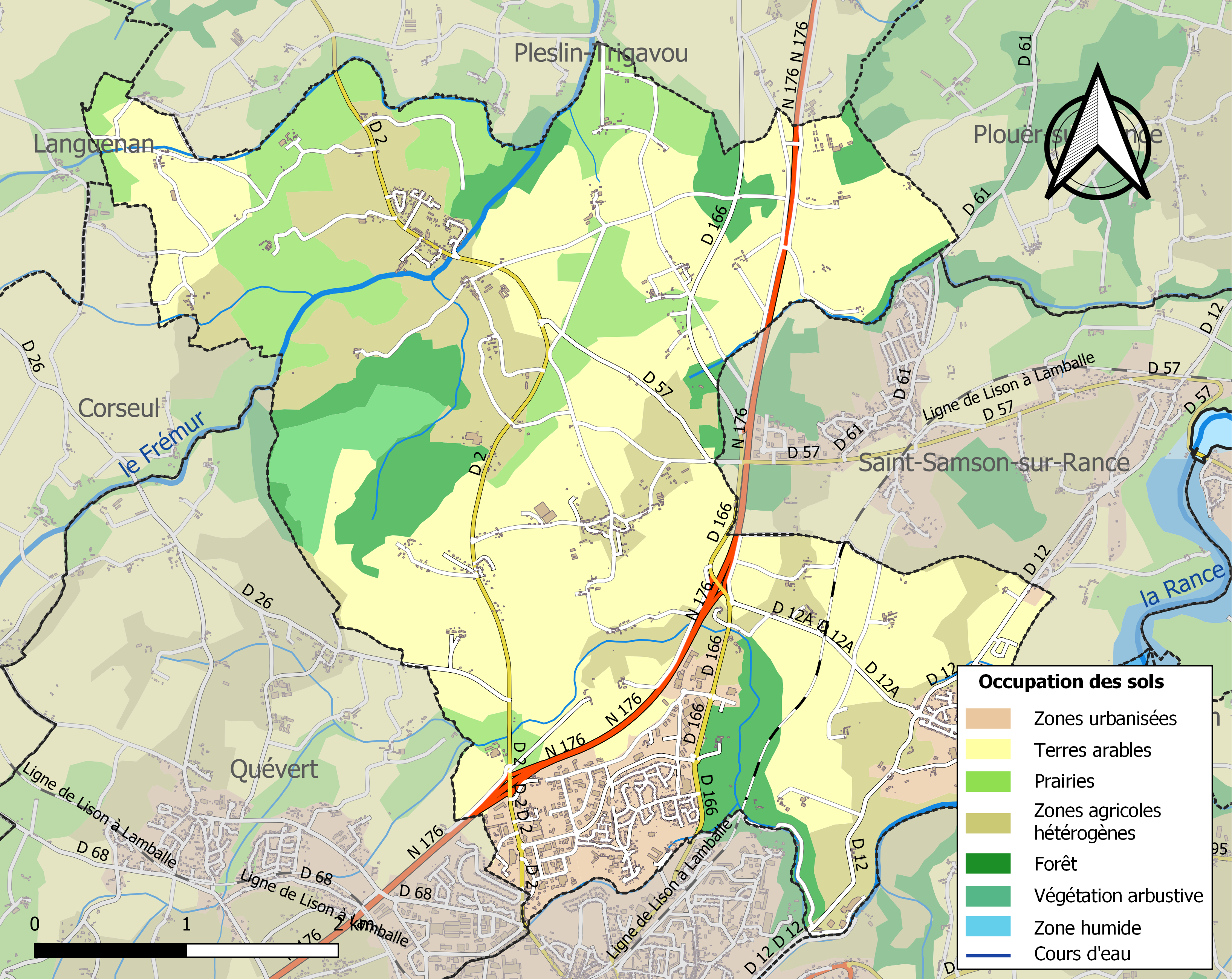

## Demografie
Onderstaande figuur toont het verloop van het inwonertal (bron: INSEE-tellingen). 